# Noriyoshi Sakai
Noriyoshi Sakai (jap. 酒井 宣福, Sakai Noriyoshi; * 9. November 1992 in Sanjō, Präfektur Niigata) ist ein deutsch–japanischer Fußballspieler.

## Karriere
Noriyoshi Sakai erlernte das Fußballspielen in den Mannschaften der Sanjo Secundary School, Reza FS Junior Youth und der Teikyo Nagaoka High School. Seinen ersten Profivertrag unterschrieb er 2011 bei Albirex Niigata. Der Verein aus Niigata, einer Großstadt in der gleichnamigen Präfektur Niigata auf der Hauptinsel Honshū, spielte in der höchsten Liga des Landes, der J1 League. Die Saison 2014 und 2015 wurde er an Avispa Fukuoka ausgeliehen. Mit dem Club aus Fukuoka, der Hauptstadt der Präfektur Okayama, spielte er in der zweiten Liga, der J2 League. Für Avispa absolvierte er 78 Spiele und schoss dabei 14 Tore. Von Juli 2016 bis Januar 2017 spielte er ebenfalls auf Leihbasis beim Zweitligisten Fagiano Okayama in Okayama. Achtmal stand er für Okayama in der zweiten Liga auf dem Spielfeld. 2018 wechselte er zu Ōmiya Ardija. Der Club aus Saitama spielte in der zweiten Liga. Für Ardija absolvierte er 65 Zweitligaspiele. Im Januar 2021 nahm ihn der Erstligist Sagan Tosu aus Tosu unter Vertrag. Nach einer Saison und 29 Erstligaspielen wechselte er im Januar 2022 zum Ligakonkurrenten Nagoya Grampus. Im Juli 2024 wechselte er auf Leihbasis zum Zweitligisten Renofa Yamaguchi FC. Für den Verein aus Yamaguchi bestritt er zehn Ligaspiele. Nach Vertragsende bei Nagoya Grampus unterschrieb er im Februar 2025 einen Vertrag bei seinem ehemaligen Verein Sagan Tosu.

## Sonstiges
Noriyoshi Sakai ist der Sohn eines Japaners und einer Deutschen. Er ist der Bruder von Gōson Sakai und Gōtoku Sakai.